# Porsche Panamera
Porsche Panamera je automobil gornje klase njemačke marke automobila Porsche.

## Motori
| Porsche Panamera:                | Panamera                           | Panamera 4                         | Panamera S                         | Panamera 4S                        | Panamera Turbo                                     |
| -------------------------------- | ---------------------------------- | ---------------------------------- | ---------------------------------- | ---------------------------------- | -------------------------------------------------- |
| Proizvodnja:                     | od 04/2010.                        | od 04/2010.                        | od 2009.                           | od 2009.                           | od 2009.                                           |
| Motor:                           | Motor sa 6 cilindra(četverotaktni) | Motor sa 6 cilindra(četverotaktni) | Motor s 8 cilindra (četverotaktni) | Motor s 8 cilindra (četverotaktni) | Motor s 8 cilindra (četverotaktni) s turbopunjačom |
| Obujam:                          | 3605 cm³                           | 3605 cm³                           | 4806 cm³                           | 4806 cm³                           | 4806 cm³                                           |
| Max. Snaga pri min-1:            | 220 kW (300 KS) pri 6200           | 220 kW (300 KS) pri 6200           | 294 kW (400 KS) pri 6500           | 294 kW (400 KS) pri 6500           | 368 kW (500 KS) pri 6000                           |
| Max. broj okretaja pri min-1:    | 400 Nm bei 4250                    | 400 Nm bei 4250                    | 500 Nm bei 3500–5000               | 500 Nm bei 3500–5000               | 700 Nm bei 2250–4500                               |
| Mjenjač (serija):                | 6-stupanjski                       | 7-stupanjski PDK                   | 6-stupanjski                       | 7-stupanjski PDK                   | 7-stupanjski PDK                                   |
| Mjenjač (opcija):                | 7-stupanjski PDK                   | —                                  | 7-stupanjski PDK                   | —                                  | —                                                  |
| Pogon:                           | Pogon na stražnje kotače           | Pogon na sve 4 kotače              | Pogon na stražnje kotače           | Pogon na sve 4 kotače              | Pogon na sve 4 kotače                              |
| Tank                             |                                    |                                    | 80 l                               | 100 l                              | 100 l                                              |
| Osovinski razmak:                | 2920 mm                            | 2920 mm                            | 2920 mm                            | 2920 mm                            | 2920 mm                                            |
| Gume/naplaci (prednja osovina):  | 245/50 ZR18 na 8Jx18               | 245/50 ZR18 na 8Jx18               | 245/50 ZR18 na 8Jx18               | 245/50 ZR18 na 8Jx18               | 255/45 ZR19 na 9Jx19                               |
| Gume/naplaci (stražnja osovina): | 275/45 ZR18 na 9Jx18               | 275/45 ZR18 na 9Jx18               | 275/45 ZR18 na 9Jx18               | 275/45 ZR18 na 9Jx18               | 285/40 ZR19 na 10Jx19                              |
| Mjere D x Š x V:                 | 4970 x 1931 x 1418 mm              | 4970 x 1931 x 1418 mm              | 4970 x 1931 x 1418 mm              | 4970 x 1931 x 1418 mm              | 4970 x 1931 x 1418 mm                              |
| Težina:                          | 1730 kg (1760 kg)                  | 1820 kg                            | 1770 kg (1800 kg)                  | 1860 kg                            | 1970 kg                                            |
| Vmax:                            | 261 km/h (259 km/h)                | 257 km/h                           | 285 km/h (283 km/h)                | 282 km/h                           | 303 km/h                                           |
| 0–100 km/h:                      | 6,3 s                              | 6,1 s                              | 5,6 s (5,4 s)                      | 5,0 s                              | 4,2 s                                              |
| Potrošnja goriva na 100 km:      | 11,3 l (9,3 l)                     | 9,6 l                              | 12,5 l (10,8 l)                    | 11,1 l                             | 12,2 l                                             |
| Cijena                           | € 75.899                           | € 84.110                           | € 94.575                           | € 102.251                          | € 135.154                                          |

- Podatci u zagradama vrijede za vozila sa 7-stupanjskom PDK

## Vanjske poveznice
- Porsche Hrvatska  Arhivirana inačica izvorne stranice od 7. studenoga 2009. (Wayback Machine)